# Escuela Nanpin

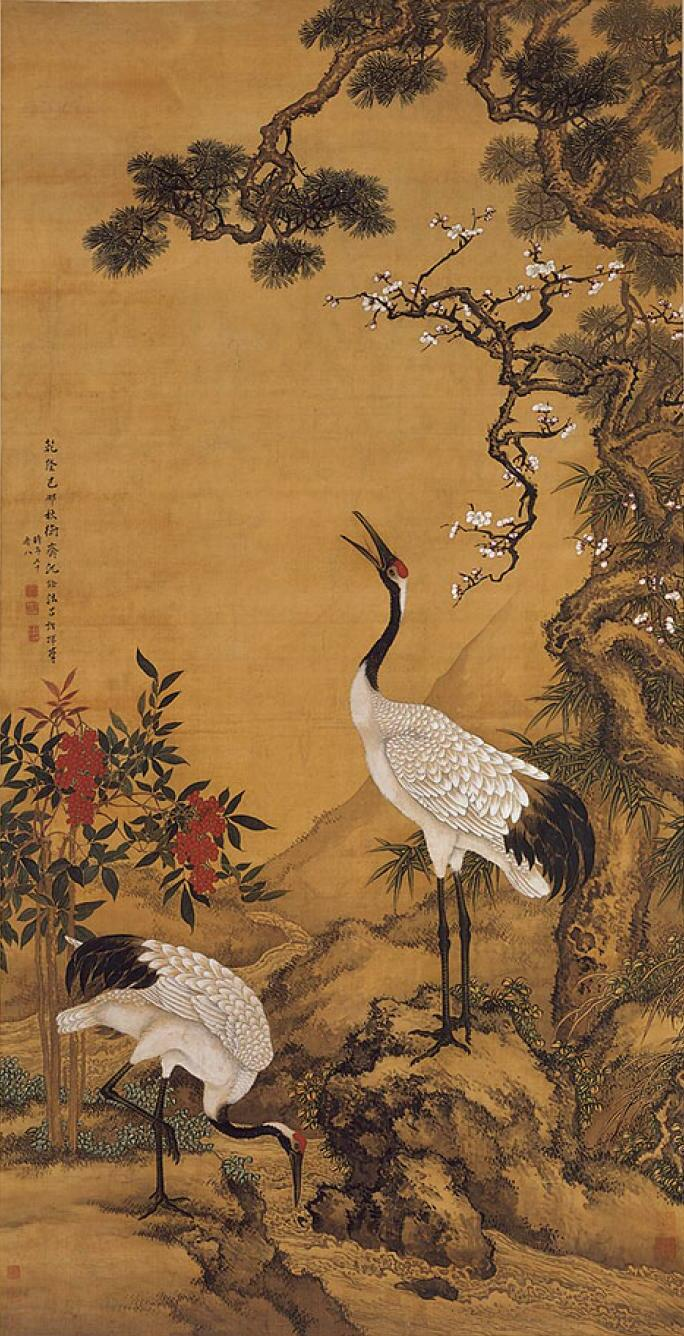
Pino, ciruelo y grullas de Shen Quan, 1759. Rollo colgante, tinta y color sobre seda. El Museo del Palacio, Pekín

Nanpin (南蘋派?) fue una escuela de pintura que floreció en Nagasaki, Japón, durante el periodo Edo.

## Etimología
Toma su nombre del pintor chino Shen Nanping (o Shen Quan), un artista que pintó en el estilo académico Ming.

## Historia
Shen Quan llegó a Nagasaki en el barco número 37 el 3 de diciembre de 1731 y salió de Japón dos años después, el 18 de septiembre de 1733.
Se especializó en la pintura de pájaros y flores, uno de los principales temas artísticos, especialmente entre los pintores chinos profesionales. El estilo pictórico de Shen Nanping y su escuela sería, por tanto, fruto de una investigación artística. En sus pinturas, la flora y la fauna no solo son "realistas", sino que están diseñadas tal como aparecen en los tratados chinos y europeos.
La actividad comercial en el puerto de Nagasaki facilitó la difusión del conocimiento occidental en Japón. Los japoneses estaban particularmente interesados en la antigua cultura china. En el siglo XVIII, los japoneses se interesaron mucho por las ciencias naturales occidentales, aunque eso no significó una ruptura con la tradición china. Los tratados chinos y occidentales sobre ciencias naturales podrían haber jugado un papel clave en la difusión del conocimiento sobre temas como botánica, zoología y mineralogía. Las imágenes que aparecen en estos tratados podrían haber inspirado a los artistas a elegir y crear nuevas representaciones de aves y flores. Es por eso que el académico Meccarelli ha llamado al estilo de la escuela de Nanpin "pintura decorativa de flora y fauna". En la escuela de pintura de Nanpin, el aspecto decorativo se enfatizó aún más, porque las pinturas tenían que satisfacer el gusto de los comerciantes.

## Estilo

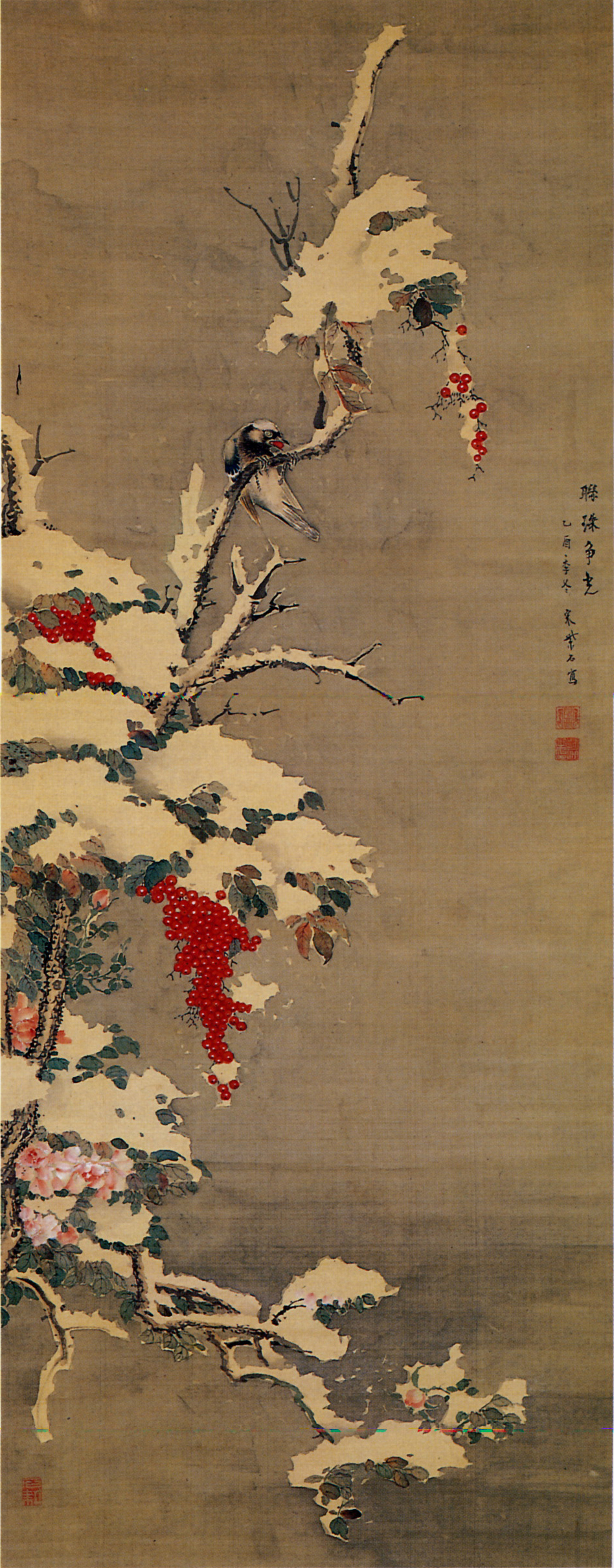
Flores y pájaros en la nieve, Sō Shiseki

Este estilo tiene su origen y fue influenciado por la pintura decorativa tradicional china de pájaros y flores, además de por la pintura realista europea, introducida en China durante el siglo XVIII. El realismo de este estilo se basa en la representación meticulosa de animales y flores y en una sensación de volumen dada por las representaciones de árboles y rocas. Este volumen se consigue con la aplicación gradual de pinceladas en los bordes exteriores de las formas, dejando las áreas centrales en blanco. A pesar del aparente realismo, sin embargo, el estilo también es bastante decorativo. De este modo, la composición se centra en los motivos principales, que con frecuencia se dibujan en colores intensos, mientras que los elementos de fondo están pintados con tinta de estilo más libre. La influencia de Shen Nanpin en Japón fue profunda y se extendió ampliamente.

## Artistas notables
- Kumashiro Yūhi (1712–1772)
- Zheng Pei (fallecido a mediados del siglo XVIII)
- Sō Shiseki (1715–1786)